# シャンジャー郡
シャンジャー郡(シャンジャーぐん、ネパール語：स्याङ्जा जिल्ला)は、ネパール中部のガンダキ州の郡。
郡都はプタリバザール。
2021年国勢調査の人口は25万4965人。
面積は1164km2。 
かつて二四諸国のヌワコート王国が存在した。